# Славия (футбольный клуб, Сараево)
«Славия» (сербохорв. Fudbalski klub Slavija / Фудбалски клуб Славија) ― футбольный клуб из Боснии и Герцеговины, базируется в городе Восточное Сараево, Клуб был основан в 1908 году и в настоящее время играет в Премьер-лиге Боснии и Герцеговины.
Клуб принимает гостей на стадионе «Славия», вмещающем 6000 зрителей и расположенном в квартале Староседилаца Источно-Сараева.

## Достижения
- Серебряный призер чемпионата Югославии: 1935/36
- Серебряный призер чемпионата Боснии и Герцеговины: 2008/09
- Бронзовый призер чемпионата Боснии и Герцеговины: 2006/07
- Чемпион первой лиги Республики Сербской: 2003/04
- Обладатель Кубка Боснии и Герцеговины: 2008/09
- Финалист Кубка Боснии и Герцеговины: 2006/07
- Обладатель Кубка Республики Сербской (2): 2005/06, 2007/08